# Dischloridium microsporum
Dischloridium microsporum är en svampart som beskrevs av R.F. Castañeda & W.B. Kendr. 1991. Dischloridium microsporum ingår i släktet Dischloridium och familjen Chaetosphaeriaceae.   Inga underarter finns listade i Catalogue of Life.